# نادي لينكولن ريد إيمبس
نادي لينكولن ريد إيمبس لكرة القدم (بالإنكليزية: Lincoln Red Imps Football Club) هو نادي شبه احترافي من جبل طارق. يلعب في الدرجة الممتازة لجبل طارق، ويتقاسم ملعب فيكتوريا مع باقي الأندية في الإقليم. يتحفظ النادي بالرقم القياسي لعدد مرات التتويج باللقب في البلد ب22 لقب، وآخر 14 منها كانت على التوالي، وفي عام 2014 كان أول فريق يمثل جبل طارق في دوري أبطال أوروبا.

## معرض صور

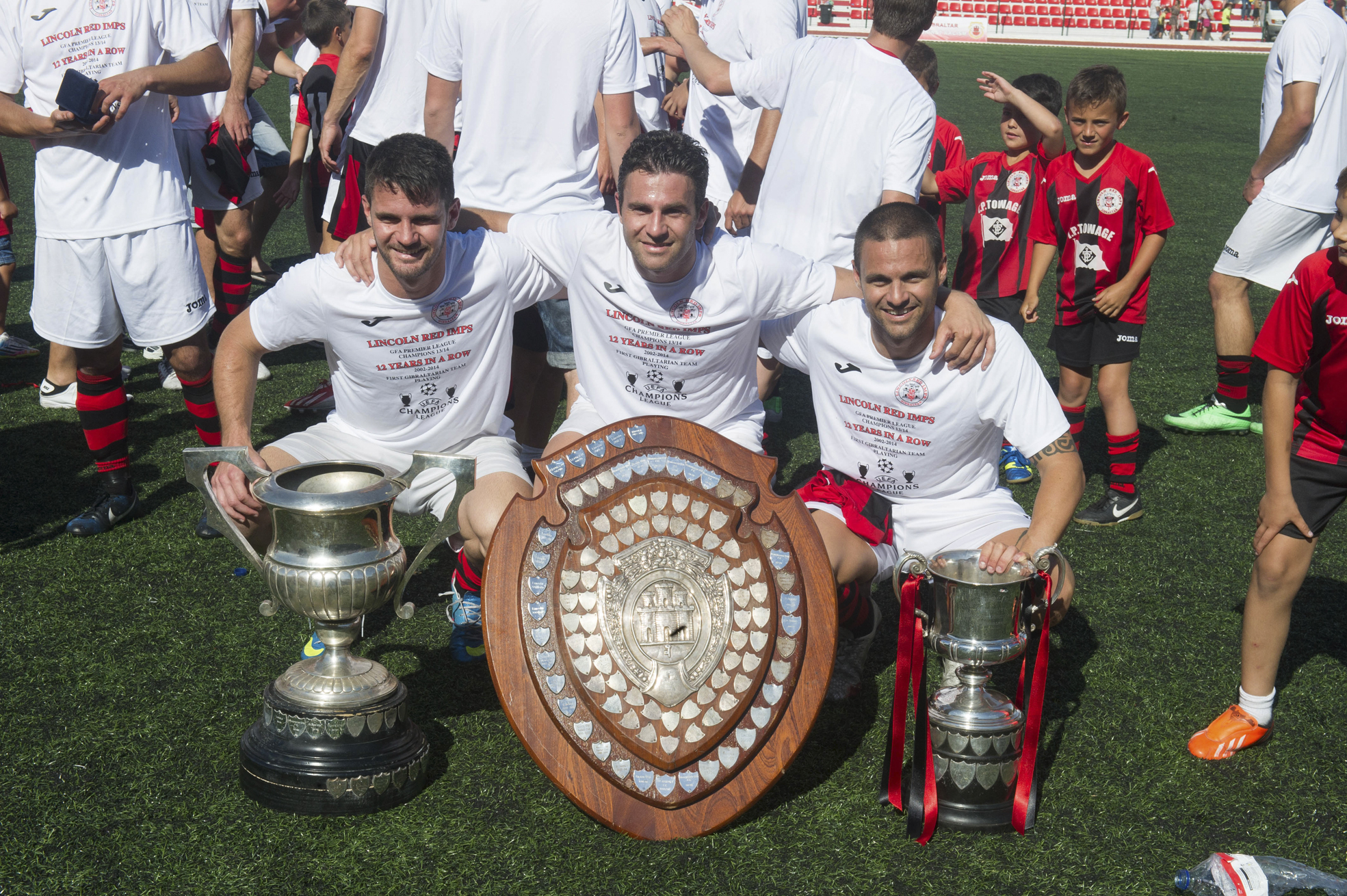
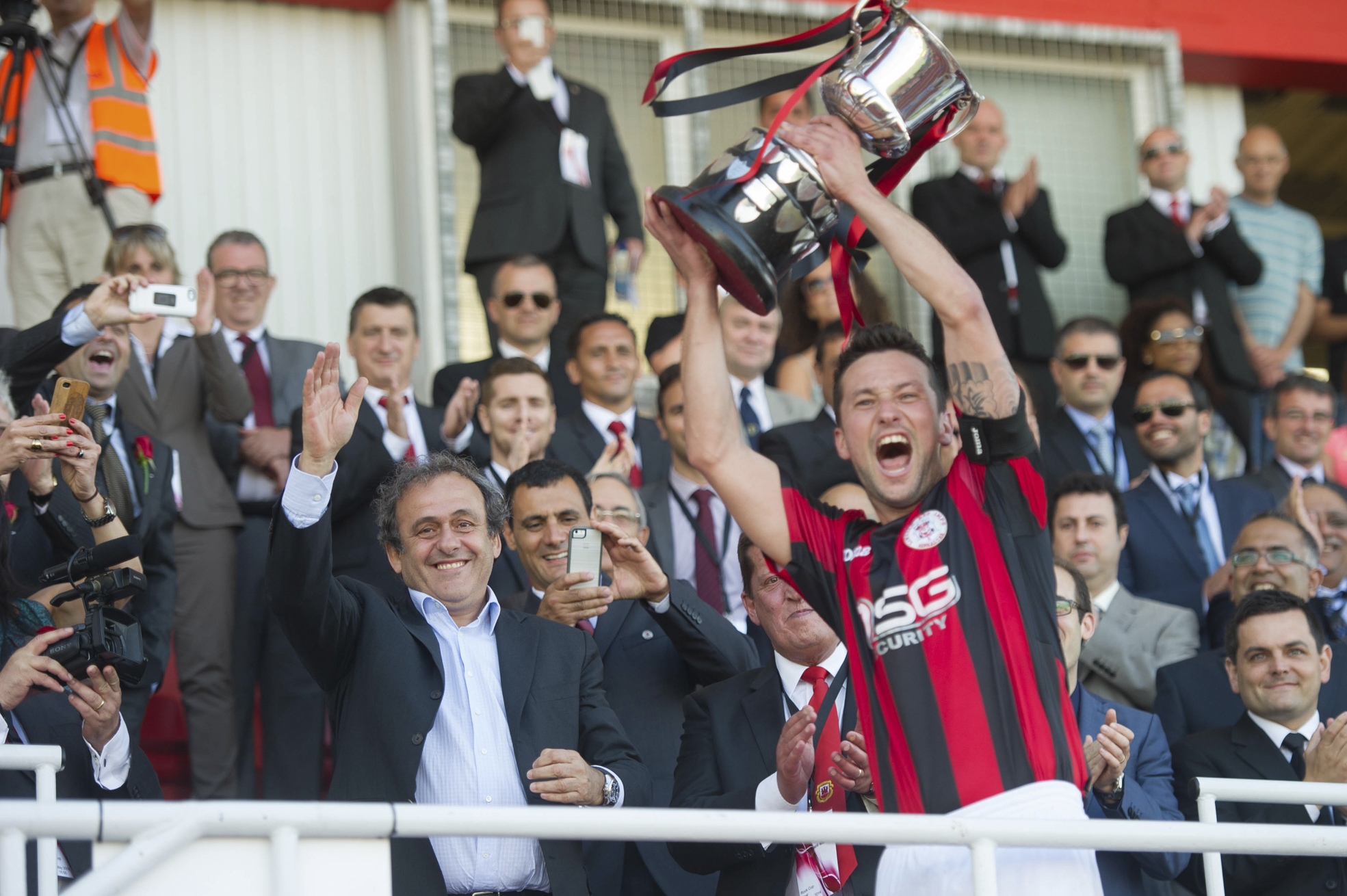
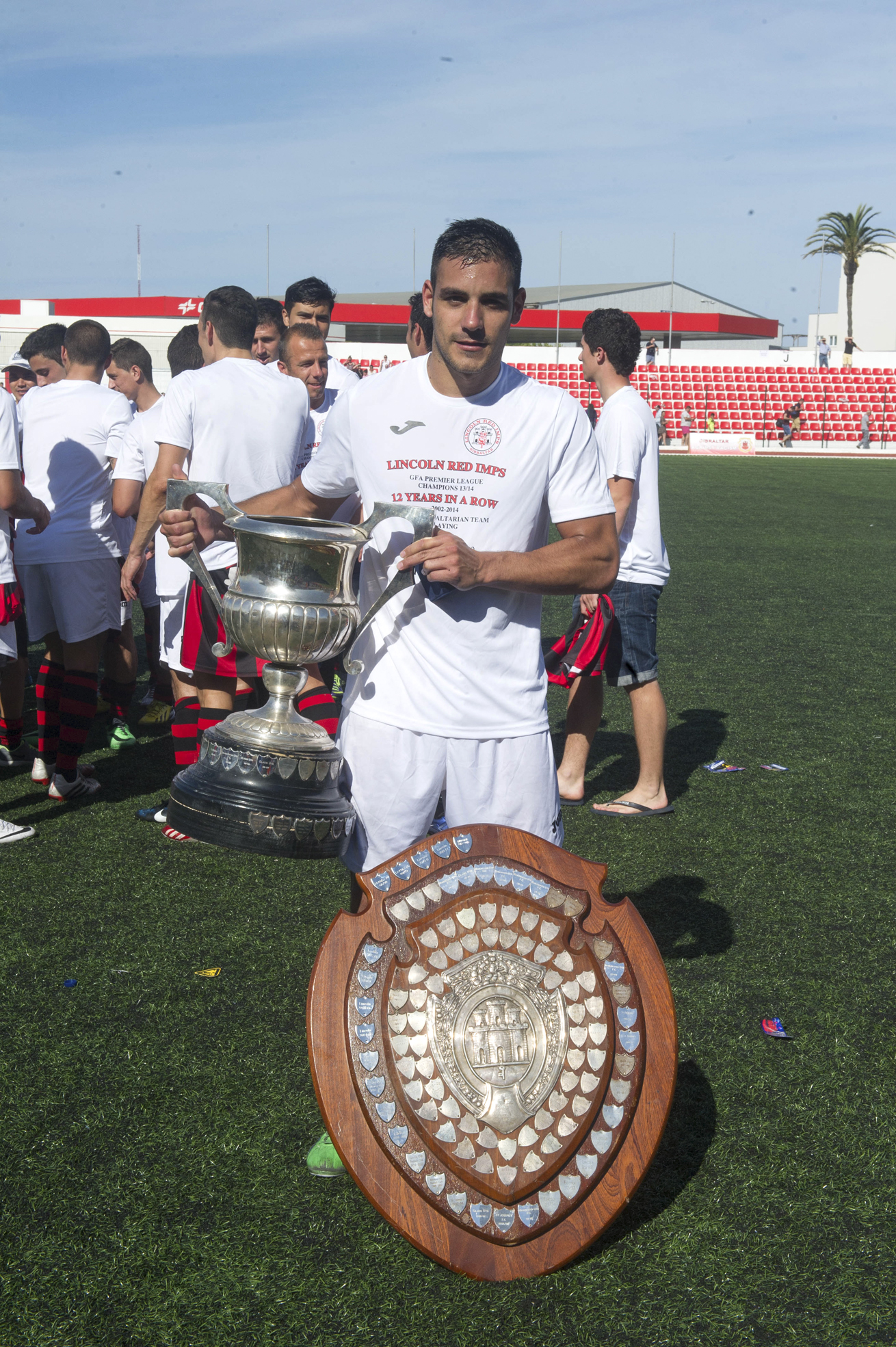
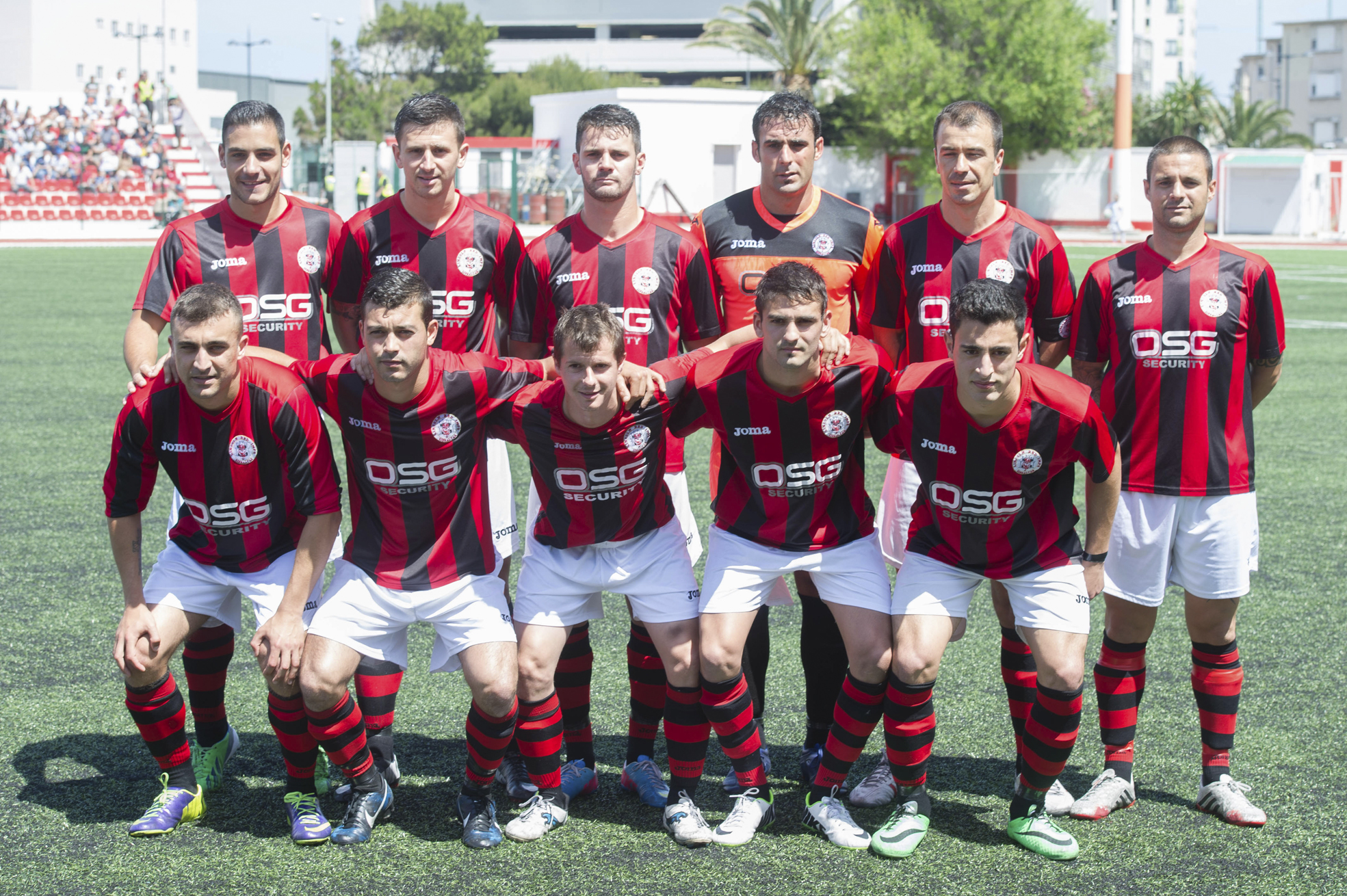
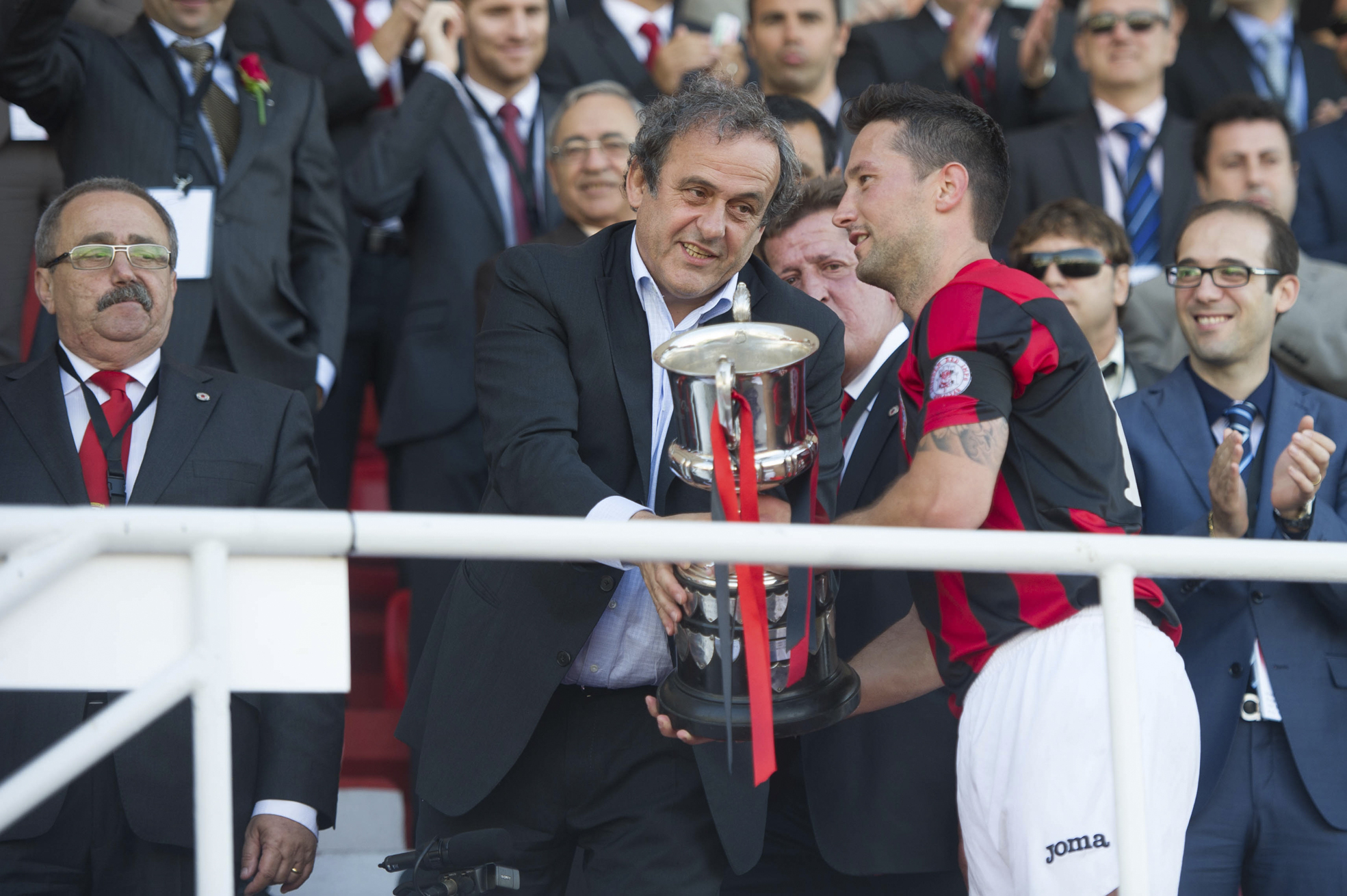

## التشكيلة الحالية
ملاحظة: تشير الأعلام إلى المنتخب الوطني على النحو المحدد في قواعد الأهلية للفيفا. قد يحمل اللاعبون أكثر من جنسية واحدة غير تابعة للفيفا.
| الرقم | البلد    | المركز | اللاعب            |
| ----- | -------- | ------ | ----------------- |
| 1     | إسبانيا  | حارس   | راؤول نافاس       |
| 2     | جبل طارق | مدافع  | جان-كارلوس غارسيا |
| 3     | جبل طارق | مدافع  | جوزيف تشيبولينا   |
| 4     | جبل طارق | وسط    | أنثوني باردون     |
| 5     | جبل طارق | مدافع  | ريان كاشيارو      |
| 6     | البرتغال | مدافع  | برناردو لوبيز     |
| 7     | جبل طارق | مهاجم  | لي كاشيارو        |
| 10    | جبل طارق | مهاجم  | كايل كاشيارو      |
| 11    | جبل طارق | مهاجم  | جورج كابريرا      |
| 12    | جبل طارق | وسط    | دين توريا         |

| الرقم | البلد    | المركز | اللاعب             |
| ----- | -------- | ------ | ------------------ |
| 13    | إسبانيا  | حارس   | مانويل سولير       |
| 14    | جبل طارق | مدافع  | روي تشيبولينا      |
| 16    | إسبانيا  | مدافع  | خيسوس روخاس        |
| 18    | جبل طارق | مدافع  | كينيث تشيبولينا    |
| 19    | إسبانيا  | وسط    | أنتونيو كالديرون   |
| 20    | إسبانيا  | وسط    | ييراي باتينيو      |
| 22    | إسبانيا  | مهاجم  | خوان بينيا         |
| 24    | جبل طارق | مدافع  | إيثان بريتو        |
| 86    | البرتغال | وسط    | فرناندو ليفرامينتو |
| 88    | جبل طارق | وسط    | ليام والكر         |

### على سبيل الإعارة
ملاحظة: تشير الأعلام إلى المنتخب الوطني على النحو المحدد في قواعد الأهلية للفيفا. قد يحمل اللاعبون أكثر من جنسية واحدة غير تابعة للفيفا.
| الرقم | البلد    | المركز | اللاعب                          |
| ----- | -------- | ------ | ------------------------------- |
|       | جبل طارق | مدافع  | جيمي بوسنيو (في آشفورد يونايتد) |

## روابط خارجية
- الموقع الرسمي